# هيرمان، كونت هينو
هيرمان (توفي. 3 يوليو 1049)؛ هو كونت مونس وهينو، هو ابن ريغنار الخامس كونت مونس وماتيلدا دي فردان.
لقبه كونت مونس ورثه عن والده، بحيث تحالف مع غودفري الملتحي، دوق لورين وبالدوين الخامس، كونت فلاندرز ضد الإمبراطور هنري الثالث، ثم  أصبح كونت فالنسيان، واستكمل في بناء إعادة هينو، حاولت زوجته التي فضلت التحالف مع الإمبراطور، سجن فازو، أسقف لييج ولكنه رفض.
في 1040 تزوج من ريتشيلد أصلها غير مؤكد؛ وأنجبت له:-
- روجر دي هينو؛ (توفي. 1093) أسقف شالون-سور-مارن منذ 1066 حتى وفاته.
- جيرتروده؛ راهبة بندكتية.

بعد وفاة هيرمان، تزوجت ريتشيلد من ابن بالدوين الخامس الذي حرم أبنائها من حقهم، زوج ريتشيلد الجديد بالدوين الطيب أصبح خليفة هيرمان وحد في المستقبل بين هينو وفلاندرز، وبذلك أصبح أبنائهم الورثة الشرعيين لـ كونتية فلاندرز وهينو، يصور في بعض الأحيان أن ريتشيلد هي ابنة ريغنار الخامس.